# Миценгендлер, Иосиф Соломонович
Иосиф Соломонович Миценгендлер (1 января 1911, Челябинск, Оренбургская губерния — 21 декабря 1977, Свердловск) — советский инженер-механик и конструктор, главный конструктор Уральского завода тяжёлого машиностроения, лауреат Государственной премии СССР (1969).

## Биография
Отец — Соломон Аронович Миценгендлер (1882, Витебск — 1919 Челябинск), член РСДРП(б) с 1917 года, один из лидеров большевисткого подполья Челябинска во время Гражданской войны. В феврале 1919 года был арестован и расстрелян на территории Алого поля в Челябинске.
После окончания в 1934 году Уральского индустриального института (ныне Уральский федеральный университет) был определён на Уралмашзавод мастером мехцеха № 1. Затем занимал должности старшего мастера и заместителя начальника цеха. В декабре 1938 года занял должность начальника мехцеха № 1.
В годы Великой Отечественной войны на Уралмашзаводе под руководством И. С. Миценгендлера было налажено производство бронекорпусов военной техники для нужд фронта.
С 1961 — главный конструктор отдела общего машиностроения, с 1972 — главный конструктор атомного машиностроения.
Скончался 21 декабря 1977 года, похоронен на Северном кладбище Екатеринбурга.

## Работы
Занимался проектировкой электрогидравлических установок ЭГОЛ-20 и ЭГОЛ-40, перегрузочных машин для АЭС. Является автором самой массовой советской стиральной машины «Малютка».

## Память
В Екатеринбурге проводится ежегодный турнир по шахматам памяти И. С. Миценгендлера.